# 施特拉爾松德水族館

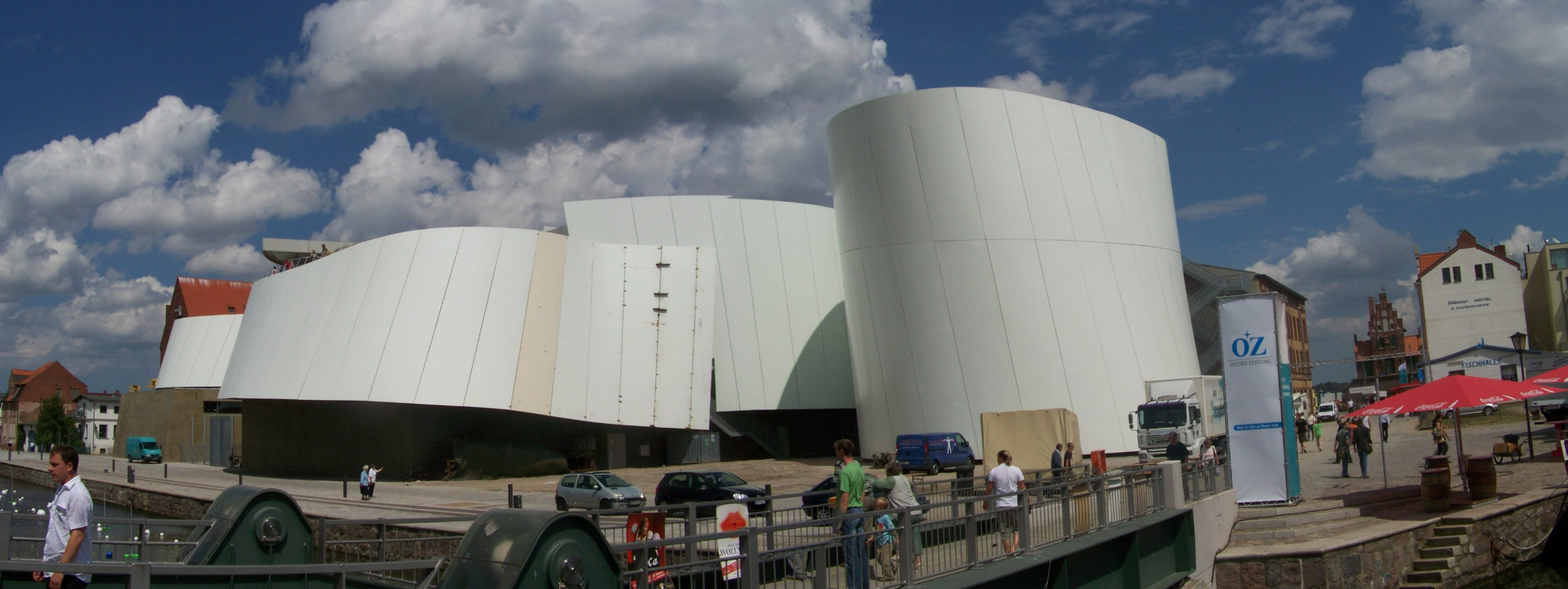
施特拉爾松德水族館

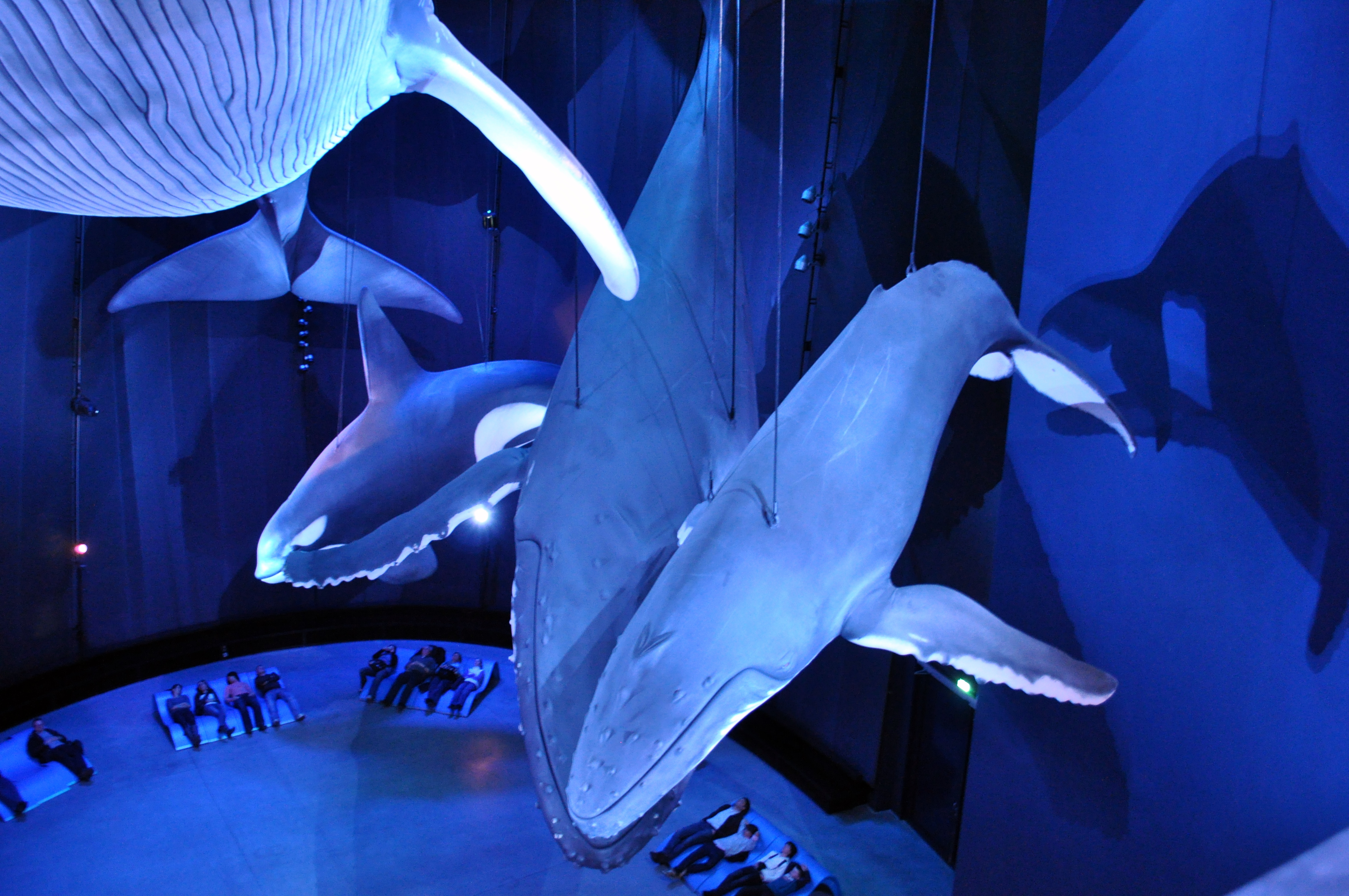
施特拉爾松德水族館內部

施特拉尔松德水族馆（德語：Ozeaneum Stralsund）位於德國北部梅克倫堡-西波美恩邦城市施特拉爾松德，為一兼具博物館與水族館功能的建築。

## 历史
啟用於2008年。在2010年，施特拉爾松德水族館獲得了歐洲年度博物館獎。

## 外部連結
- 官方網站 （页面存档备份，存于）